# Ichneumon signatus
Ichneumon signatus là một loài tò vò trong họ Ichneumonidae.